# Cingula eyerdami
Cingula eyerdami är en snäckart. Cingula eyerdami ingår i släktet Cingula och familjen Rissoidae. Inga underarter finns listade i Catalogue of Life.